# Gerardo Ulloa Pérez
Gerardo Ulloa Pérez (Jiquipilas, Chiapas, 29 de octubre de 1965) es un político mexicano, miembro del partido Movimiento Regeneración Nacional (Morena) y con anterioridad del Partido de la Revolución Democrática (PRD). Ha sido diputado federal y en dos ocasiones diputado al Congreso del Estado de México.

## Biografía
Es licenciado en Educación Física por la Escuela Normal de Educación Física de Tuxtla Gutiérrez, Chiapas; y tiene estudios en la Escuela Superior de Educación Física del Distrito Federal. Sus hermanos, Emilio Ulloa Pérez y Carlos Ulloa Pérez, ha ocupando también varios cargos públicos, entre ellos el de diputados federales.
Estableció su residencia en Ciudad Nezahualcóyotl, Estado de México, donde fue fundador de la asociación civil Movimiento de Lucha. De 1994 a 1996 fue coordinador del programa de abasto de dicha asociación y de 1996 a 1997 dirigente del área de trasportes. De 1997 a 1999 fue secretario general de la delegación sindical de educación física, de la sección 36 del Sindicato Nacional de Trabajadores de la Educación (SNTE). En 1999 fue participante de la campaña de Higinio Martínez Miranda como candidato del PRD a gobernador del Estado de México en las elecciones de dicho año.
En las elecciones de 2000 es postulado candidato del PRD a diputado por el Distrito 32 estatal, logrando la victoria y siendo elegido a la LIV Legislatura del Congreso del Estado de México de 2000 a 2003. Ahí fue presidente de la comisión de patrimonio estatal y municipal; secretario de la comisión de Inspección de la contaduría general de glosa; e integrante de las comisiones de Juventud y Deporte; de Estudios Legislativos;  de Desarrollo y Planificación Demográfica; y, de Educación, Cultura, Ciencia y Tecnología. En 2002 fue consejero estatal del PRD en el estado de México.
En las elecciones federales de 2003 fue postulado candidato a diputado federal por el Distrito 30, fue elegido al recibir el 49.33% de los votos, frente a los 23.36% de su competir del PRI. En donde fue integrante de las comisiones de Desarrollo Social; de Fomento Cooperativo y Economía Social; de Juventud y Deporte; y, Bicamaral de Concordia y Pacificación.
De 2013 a 2015 fue regidor del ayuntamiento de Nezahualcóyotl presidido por Juan Zepeda Hernández. En 2018 renunció al PRD y se unió a Morena, siendo postulado por la coalición Juntos Haremos Historia a diputado por el Distrito 25 local en las elecciones de ese año; siendo elegido a la LX Legislatura de 2018 a 2021. En las elecciones de 2021 fue postulado a la reelección por el mismo distrito cargo, siendo nuevamente elegido a la LXI Legislatura local.
En las elecciones federales de 2024 fue postulado por Morena a diputado federal por el Distrito 29 del estado de México. Fue ganador de la elección, recibiendo el 48.06% de los votos, frente al 23.09% de su contrincante de la coalición Fuerza y Corazón por México, Elizabeth Torres Ramos.